# Tomasz Połeć
Tomasz Połeć (ur. 19 sierpnia 1969 w Gorlicach) – polski urzędnik, nadinspektor Policji, Główny Inspektor Transportu Drogowego w latach 2007–2016. Pełniący obowiązki Zastępcy Głównego Inspektora Transportu Drogowego w 2024.

## Życiorys
W 1988 rozpoczął pracę w Milicji Obywatelskiej, w latach 1991–1995 pracował w Komendzie Wojewódzkiej Policji w Nowym Sączu, następnie w Komendzie Głównej Policji (1995–2002).
Ukończył Wyższą Szkołę Policji w Szczytnie (1992) oraz Wydział Nauk Społecznych Uniwersytetu Wrocławskiego (1994).
Podczas pracy w Policji zajmował się prawnymi aspektami działania Policji drogowej, opracowując i opiniując akty prawne związane z transportem i ruchem drogowym. W 2002 został oddelegowany do Inspekcji Transportu Drogowego obejmując stanowisko Zastępcy Głównego Inspektora Transportu Drogowego, pełnił tę funkcję do 2007, kiedy został mianowany Głównym Inspektorem Transportu Drogowego.
Jest współtwórcą koncepcji automatycznego nadzoru nad ruchem drogowym, wdrażanej następnie jako system CANARD.
24 lipca 2012 został awansowany do stopnia nadinspektora Policji, będąc pierwszym we współczesnej historii polskiej Policji oficerem, który otrzymał nominację generalską, nie pełniąc czynnej służby.
O nominację nie wystąpił za pośrednictwem ministra spraw wewnętrznych komendant główny Policji, lecz minister transportu, budownictwa i gospodarki morskiej Sławomir Nowak, po tym jak komendant główny Policji odmówił sporządzenia dokumentów w tej sprawie.
Tomasz Połeć, jako Główny Inspektor Transportu Drogowego, używał samochodu, który został zakupiony w celu ścigania piratów drogowych, za co został upomniany przez ministra infrastruktury Sławomira Nowaka.
5 stycznia 2016 został odwołany ze stanowiska Głównego Inspektora Transportu Drogowego przez ministra infrastruktury i budownictwa Andrzeja Adamczyka, w związku z czym powrócił z oddelegowania do Komendy Głównej Policji, pozostając w dyspozycji komendanta głównego.
W styczniu 2024 został powołany na stanowisko zastępcy Głównego Inspektora Transportu Drogowego. 5 listopada tego samego roku został odwołany z tego stanowiska.
W 1991 jako pasażer samochodu był ofiarą wypadku, w wyniku którego doznał bardzo poważnych obrażeń (złamania nóg i żeber, uszkodzone kolana, złamany kręgosłup, lekarze obawiali się, że nie będzie mógł chodzić). Przyczyną wypadku była nadmierna prędkość.

## Odznaczenia
- Srebrny Krzyż Zasługi (2004)[17]
- Brązowy Krzyż Zasługi (1999)[18]
- Złota Odznaka „Zasłużony dla ZPMD” (2012)[19]